# Timothy Burrill
Timothy Burrill (* 8. Juni 1931 in St Asaph, Denbighshire) ist ein walisischer Filmproduzent.
Vor seiner Tätigkeit im Filmgeschäft war Burrill in der Hafenstadt Birkenhead in der Schiffsindustrie tätig. Nach mehreren Jahren entschied er sich, im Bereich des Filmemachens, vor allem für Dokumentationen, tätig zu werden. In den frühen 1960er Jahren war er zunächst im Produktionsmanagement für Film und vor allem Fernsehen tätig. Ab 1967 war er als Associate Producer an Spielfilmen beteiligt, ab Mitte der 1970er Jahre auch als eigenständiger Produzent und in erster Linie Co-Produzent. Sein Schaffen umfasst rund drei Dutzend Produktionen, zuletzt war er 2019 an Playmobil – Der Film beteiligt. Er war dabei über Jahrzehnte hinweg Regisseur und Mitproduzent Roman Polański eng verbunden.
Bei der Oscarverleihung 1981 war Burrill gemeinsam mit Claude Berri für Tess für den Oscar in der Kategorie Bester Film nominiert.

## Filmografie (Auswahl)
- 1980: Tess
- 1984: Supergirl
- 1987: Das vierte Protokoll (The Fourth Protocol)
- 1992: Bitter Moon
- 2019: Playmobil – Der Film (Playmobil: The Movie)